# 礒道鉄平
礒道 鉄平（いそみち てっぺい、7月26日 - ）は、日本のプロボクサー。WOZボクシングジム所属。サラリーマンボクサーとして注目を集め、様々なメディアに出演。無敗のまま引退する。
トヨペット、ジョンソン・エンド・ジョンソン株式会社に勤務しながらプロボクサーとして活躍。その後、ジョンソン・エンド・ジョンソン株式会社の勤務に専念。
出典()

## 経歴
2003年10月5日、KBSボールでプロデビュー戦に3R、KO勝ちを収めた。
2004年4月25日、西日本新人王トーナメント後の第35代日本スーパーウェルター級チャンピオン細川貴之(六島ジム)に4R、1分39秒でTKO勝利を収める。
2004年6月13日、アゼリア大正で、村上 了介(明石ジム)を3R、2分56秒TKO勝利する。
2004年7月11日、西日本新人王トーナメント準決勝、高木章裕(大阪帝拳ジム)に4R、2分41秒でTKO勝利する。
2004年9月4日、西日本新人王トーナメント決勝(大阪府立体育館)、中島丈志(ｸﾞﾘｰﾝﾂﾀﾞ)を4R40秒、ワンパンチでマットに沈め、KO勝利。西日本新人王MVPを獲得する。
2004年10月11日、西日本新人王vs中日本新人王(大阪府立体育館)で、木村達也(和光ジム)を下し、西軍代表決定戦へコマを進める。
2004年11月21日、ZEPP福岡での西軍代表決定戦で柳田興栄(宮崎ワールドジム)を1R、1分52秒で倒し、新人王西軍代表となる。
2004年12月19日、後楽園ホールにて新人王トーナメント決勝、東軍代表の田中啓介(協栄ジム)にフルマークの判定勝利で全日本新人王を獲得する。
2005年4月16日、KBSホールにて日本ランカーとしての凱旋試合。西尾彰人(姫路木下ジム)に4R、19秒でTKO勝ちを収める。
2005年7月29日、大阪府立体育館で、高山剛(ハラダジム)に苦戦しつつも8R、判定勝ちを収める。
2006年5月27日、東洋太平洋5位ダルシム・ナンガラに8R、1ポイントも奪われることなく勝利。無敗のまま引退を宣言し、リングで10カウントを聞く。
戦績：11戦11勝無敗(7KO)

## 獲得タイトル
- 2004年全日本新人王(プロボクシング)
- 2004年西日本新人王トーナメント最優秀選手賞/MVP獲得(プロボクシング)
- 2002年よさこい高知国体 ボクシング成人3位(アマチュアボクシング)